# Chris Waddle
Christopher Roland „Chris“ Waddle (* 14. Dezember 1960 in Heworth bei Gateshead, Tyne and Wear, England) ist ein ehemaliger englischer Fußballspieler.

## Sportlicher Werdegang
Geboren in Heworth, in der Nähe von Gateshead, begann Waddle seine Fußballkarriere als Mittelfeldspieler bei dem Amateurverein Tow Law Town, nachdem er zuvor jeweils im Probetraining bei den Profivereinen FC Sunderland, Coventry City und Newcastle United durchgefallen war. Waddle arbeitete fortan in einer Wurstfabrik und wurde dann im Jahr 1980 doch noch von Newcastle für 1.000 Pfund verpflichtet. Dort entwickelte er sich gut, schoss in 169 Spielen 46 Tore und wurde in die englische U21-Nachwuchsmannschaft berufen. Er war Teil der Mannschaft, die 1984 in die First Division zurückkehrte und bildete dabei ein effektives Angriffstrio an der Seite von Kevin Keegan und Peter Beardsley.
Die Suche nach einer sportlich besseren Perspektive führte ihn dann im Juli 1985 zu Tottenham Hotspur, wohin er für knapp 700.000 Pfund wechselte. Waddle absolvierte für die Spurs 173 Spiele, in denen er 42 Treffer erzielte, und wurde zudem in dieser Zeit Stammspieler in der englischen Nationalmannschaft. Dort spielte er, gemeinsam mit seinem früheren Vereinskollegen Beardsley, bei der WM 1986 in Mexiko, als England im Viertelfinale ausschied.
Es folgte eine äußerst erfolgreiche Saison, an deren Ende er im Finale des FA Cups stand, das Tottenham jedoch gegen Coventry City verlor. Darüber hinaus belegte Tottenham in der Meisterschaft den dritten Platz und erreichte das Halbfinale im Ligapokal. Im gleichen Jahr veröffentlichte er mit Glenn Hoddle eine Musiksingle mit dem Titel Diamond Lights, die es bis unter die ersten 20 der britischen Singlecharts schaffte. Mit drei Niederlagen in der Gruppenphase der EM 1988 in Deutschland schied Waddle mit England bereits in der Vorrunde der Europameisterschaft aus.
Waddle wechselte 1989 für eine Ablösesumme von 4,5 Millionen Pfund, dem zu dieser Zeit dritthöchsten Transfererlös der Fußballgeschichte, zu dem französischen Verein Olympique Marseille. In Frankreich erlebte er eine sehr erfolgreiche Ära, als er in einer Mannschaft mit vielen Spitzenspielern zwischen 1990 und 1992 drei aufeinanderfolgende Meisterschaften gewinnen konnte. Im Elfmeterschießen der Halbfinalbegegnung gegen Deutschland bei der WM 1990 schoss er den letzten Strafstoß über die Querlatte und hatte damit Anteil daran, dass England aus dem Turnier ausschied. In der Verlängerung war er außerdem am deutschen Pfosten gescheitert.
1991 stand er mit Olympique Marseille im Endspiel des Europapokals der Landesmeister, das Marseille aber am 29. Mai 1991 in Bari gegen Roter Stern Belgrad im Elfmeterschießen verlor.
Waddle kehrte im Juli des Jahres 1992 nach England zurück, um sich für 1,25 Millionen Pfund dem von Trevor Francis trainierten Verein Sheffield Wednesday anzuschließen. Der Klub erreichte in beiden Pokalwettbewerben das Finale und verlor jeweils gegen den FC Arsenal. Waddle erzielte dabei das Tor von Sheffield Wednesday im Wiederholungsspiel des FA-Cup-Finals. Trotz einiger Verletzungen während dieser Saison wurde Waddle 1993 von Journalisten zu Englands Fußballer des Jahres gewählt.
Nach mehr als 100 Spielen für Sheffield Wednesday erhielt Waddle 1996 die Freigabe und spielte kurzzeitig für den schottischen Verein FC Falkirk, bevor er dann von Bradford City unter Vertrag genommen wurde. Danach schloss er sich dem FC Sunderland an und wechselte daraufhin 1997 zum FC Burnley, wo er die Funktion des Spielertrainers ausübte. Nachdem der Verein erst am letzten Spieltag den Abstieg verhindern konnte, verließ Waddle den Verein 1998 wieder.
Seine nächste Spielerstation war der Verein Torquay United, zu dem er zu Beginn der Saison 1998/99 stieß. Bereits im darauffolgenden November verließ er Torquay wieder, da er das regelmäßige Pendeln zwischen seiner Heimat in Yorkshire und der Südküste Englands nicht weiter fortsetzen wollte.
Waddle schloss sich dem Trainerstab von Sheffield Wednesday an und kehrte danach in den Amateurfußball zurück, um für die Vereine Worksop Town und Glapwell zu spielen. Heute ist er zudem im Radio bei BBC Radio Five Live beschäftigt, wo er Spiele der Premier League zusammenfasst und kommentiert.

## Sonstiges
- Waddle hat eine Tochter.
- Er belegte als Mitglied der Band Englandneworder mit dem Titel World in Motion, der anlässlich der Fußball-Weltmeisterschaft 1990 in Italien aufgenommen wurde, Platz 1 der UK-Charts.

## Erfolge
- Französischer Meister: 1990, 1991, 1992 mit (Olympique Marseille)
- 1990/91 Finalist des Europapokals der Landesmeister mit (Olympique Marseille)
- 1986/87 FA-Cup-Finalist (mit Tottenham Hotspur)
- 1992/93 FA-Cup-Finalist (mit Sheffield Wednesday)
- 1992/93 League-Cup-Finalist (mit Sheffield Wednesday)
- 1990  WM-Vierter (mit England)